# Dick Cheney
Richard Bruce „Dick” Cheney (Lincoln, Nebraska, 30. siječnja 1941.), 46. potpredsjednik SAD-a. Član je Republikanske stranke i na položaju je bio od 20. siječnja 2001. do 20. siječnja 2009. godine. Po zanimanju je poduzetnik. Naslijedio ga je Joe Biden.

## Životopis

### Mladost i obitelj
Cheney je rođen u Lincolnu u saveznoj državi Nebraski. Odrastao je u Casperu u Wyomingu gdje je upoznao sadašnju ženu Line Vincent. Radio je u ministarstvu poljoprivrede.
Isticao se i kao učenik i kao sportaš u srednjoj školi. Bio je izabran za predsjednika starije klase svoje srednje škole, predstavljao je školu na državnim skupovima i bio član ragbijaškoga tima. Nakon završetka srednje škole radio je na električnim vodovima, bio član međunarodnog bratstva električara.

### Obrazovanje
Nakon srednje škole, Cheney je dobio školarinu i pohađao sveučilište. Nakon tri semestra ga je napustio. Sakupio je dovoljno novca i vratio se na studije, ali je već u sljedećem semestru napustio fakultet zbog loših ocjena.
Kad je imao 21 godinu, priznao je dvije krivnje za vožnju u pijanom stanju u Wyomingu. Kasnije je izjavio da su ga ova uhićenja natjerala da razmisli kojim putem ide. Kako je sam rekao, bio je na lošem putu i nastavio bi da nije prestao s pićem.
Ponovno se fokusirao na studije. Išao je u Casper i nakon toga na sveučilište u Wyomingu gdje je diplomirao političke znanosti. Prešao je drugo sveučilište želeći doktorat. Napustio je studije i prije doktorata ušao u politiku.

### Rat u Vijetnamu
Tijekom rata u Vijetnamu od 1959. do 1966., Cheney je dobio ukupno 5 odlaganja vojne obveze. Četiri su bila tipa S-2 koje su dobivali studenti zbog obveza prema sveučilištu i jedno odlaganje tipa 3-A koje je dobio 1966. kad mu je žena zatrudnjela.

## Politička karijera

### Raniji angažman uBijeloj kući
Njegova karijera u državnoj službi počela je radom u predsjedničkoj administraciji 1969. Bio je na mnogim pozicijama u vijeću za određivanje vrijednosti potrošačke košarice, kao pomoćnik Donalda Ramsfelda u državnom uredu za ekonomske mogućnosti i u Bijeloj kući. Kod predsjednika Geralda Forda, Cheney je postao pomoćnik predsjednika i šef osoblja. Bio je menadžer Fordove predsjedničke kompanije 1976. dok je predsjednik kompanije bio James Baker.

### Kongres
Godine 1978. izabran je za predstavnika Wyominga u Predstavničkom domu Kongresa. Cheney je biran pet puta služeći do 1989. Bio je predsjednik odbora za politiku Republikanske stranke od 1981. do 1987., a 1989. izabran je za predsjednika Konferencije Republikanske stranke. Tijekom svoje službe u donjem domu Kongresa glasovao je protiv proglašavanja rođendana Martina Luthera Kinga nacionalnim praznikom. Kao predstavnik Wyominga radio je na obrani njenog posla vezanog za naftu i ugljen.
Federalna zgrada Casper u Wyomingu nosi njegovo ime, u čast njegova rada u Kongresu.

## Vlada
Cheney je radio kao tajnik obrane u Vladi predsjednika Georgea H. W. Busha. Rukovodio je vojnim operacijama u Panami i na Bliskom istoku. Odlikovan je Predsjedničkim odličjem slobode zbog očuvanja američke sigurnosti u vrijeme velikih promjena u svijetu.
Bio je predsjednik i član predsjedništva mnogih kompanija. Godine 1997. s Donaldom Ramsfeldom osnovao je Projekt za novo američko stoljeće koji radi na promoviranju globalnog američkog vodstva.

## Vanjske poveznice
- Službena stranica  Arhivirana inačica izvorne stranice od 24. listopada 2006. (Wayback Machine)